# Harnischia albimana
Harnischia albimana är en tvåvingeart som beskrevs av Harnisch 1923. Harnischia albimana ingår i släktet Harnischia och familjen fjädermyggor. Inga underarter finns listade i Catalogue of Life.